# Pjetër Bogdani
Pjetër Bogdani, znany też jako Pietro Bogdano (ur. ok. 1630 w Gur i Hasit w rejonie Prizren, zm. 6 grudnia 1689 roku w Prisztinie) – albański ksiądz katolicki, autor dzieł o tematyce religijnej, autor Cuneus prophetarum – pierwszego oryginalnego dzieła literackiego w języku albańskim, nazywany ojcem prozy albańskiej.

## Życiorys
Pjetër Bogdani urodził się ok. 1630 roku w Gur i Hasit koło Prizrenu. Wychowany został w duchu katolickim. Jego wuj Andrea (Ndre) Bogdani (ok. 1600–1668) był arcybiskupem Skopje i autorem gramatyki łacińsko-albańskiej, która obecnie uznawana jest za zaginioną.
Bogdani miał kształcić się w szkole franciszkańskiej w miejscowości Cziprowci (płn.-zach. Bułgaria), a następnie w Collegium Illyricum koło Ankony, gdzie nauki pobierali wcześniej dwaj inni albańscy pisarze: Pjetër Budi (1566–1622) i Frang Bardhi (1606–1643).
W latach 1651–1654 był proboszczem w Pulati, w północnej Albanii. W latach 1654–1656 studiował w Akademii Kongregacji Krzewienia Wiary w Rzymie, uzyskując stopień doktora filozofii i teologii.
W 1656 roku został arcybiskupem, ordynariuszem archidiecezji szkoderskiej, którą kierował do 1677 roku. Do 1671 roku sprawował również funkcję administratora diecezji w Barze. W czasie wojny turecko-austriackiej (1664–1669) ukrywał się we wsiach Barbullush i Rjoll koło Szkodry. W 1677 roku zastąpił swojego wuja na stanowisku arcybiskupa Skopje i administratora królestwa Serbii. Z uwagi na swoje funkcje, religijność i patriotyzm, pozostawał w konflikcie z Turkami osmańskimi i musiał uciekać – najpierw do Dubrownika, a następnie do Wenecji i do Padwy. W Padwie został przyjęty przez kardynała Gregorio Barbarigo (1622–1697), któremu służył wcześniej w Rzymie.
Nazywany często ojcem prozy albańskiej, Bogdani jest autorem pierwszego tekstu prozą, napisanego oryginalnie w języku albańskim – Cuneus prophetarum (Trupa lub oddział proroków, alb. Çeta e profetëve), opublikowanego w 1685 roku w Padwie we współpracy z kardynałem Barbarigo. Dzieło to składające się z treści filozoficznych i teologicznych, zawiera także wątki z zakresu astronomii, geografii, fizyki i historii.
W marcu 1686 roku Bogdani powrócił na Bałkany, gdzie wspierał ruch oporu wobec Turków osmańskich, w szczególności na terenie Kosowa. W tym celu skierował do walki w szeregach armii austriackiej 6 tys. albańskich żołnierzy, którym sam towarzyszył do Prizrenu, gdzie wojska zdziesiątkowała epidemia dżumy. Bogdani wrócił do Prisztiny, gdzie zmarł 6 grudnia 1689 roku.
Krytyką dzieł Bogdaniego zajmował się Ibrahim Rugova (1944–2006), czego efektem była praca Vepra e Bogdanit 1675–1685, wydana w 1982 w Prisztinie. Imię Bogdaniego noszą ulice w Tiranie, Szkodrze, Durrësie, Kamzie i w Pogradcu.